# Santa Anastasia (Cantal)
Sainte-Anastasie és un antic municipi francès, situat al departament de Cantal i a la regió d'Alvèrnia-Roine-Alps. L'any 2007 tenia 155 habitants. Des del 1er de gener de 2017 va integrar el municipi nou de Neussargues en Pinatelle.

## Demografia

### Població
El 2007 la població de fet de Sainte-Anastasie era de 155 persones, el 2013 eren 141. Hi havia 69 famílies de les quals 26 eren unipersonals (17 homes vivint sols i 9 dones vivint soles), 17 parelles sense fills, 17 parelles amb fills i 9 famílies monoparentals amb fills.
La població ha evolucionat segons el següent gràfic:
Habitants censats

### Habitatges
El 2007 hi havia 135 habitatges, 72 eren l'habitatge principal de la família, 45 eren segones residències i 19 estaven desocupats. 128 eren cases i 1 era un apartament. Dels 72 habitatges principals, 55 estaven ocupats pels seus propietaris, 12 estaven llogats i ocupats pels llogaters i 4 estaven cedits a títol gratuït; 4 tenien dues cambres, 8 en tenien tres, 15 en tenien quatre i 45 en tenien cinc o més. 49 habitatges disposaven pel capbaix d'una plaça de pàrquing. A 39 habitatges hi havia un automòbil i a 21 n'hi havia dos o més.

### Piràmide de població
La piràmide de població per edats i sexe el 2009 era:
| Homes | Edats   | Dones |
| ----- | ------- | ----- |
| 0     | 95 o +  | 0     |
| 0     | 90 a 94 | 0     |
| 0     | 85 a 89 | 0     |
| 0     | 80 a 84 | 4     |
| 12    | 75 a 79 | 0     |
| 4     | 70 a 74 | 12    |
| 8     | 65 a 69 | 8     |
| 12    | 60 a 64 | 8     |
| 4     | 55 a 59 | 0     |
| 0     | 50 a 54 | 8     |
| 0     | 45 a 49 | 0     |
| 8     | 40 a 44 | 0     |
| 8     | 35 a 39 | 8     |
| 8     | 30 a 34 | 8     |
| 4     | 25 a 29 | 8     |
| 0     | 20 a 24 | 0     |
| 4     | 15 a 19 | 8     |
| 12    | 10 a 14 | 4     |
| 0     | 5 a 9   | 0     |
| 8     | 0 a 4   | 4     |

## Economia
El 2007 la població en edat de treballar era de 90 persones, 65 eren actives i 25 eren inactives. De les 65 persones actives 61 estaven ocupades (40 homes i 21 dones) i 4 estaven aturades (1 home i 3 dones). De les 25 persones inactives 10 estaven jubilades, 4 estaven estudiant i 11 estaven classificades com a «altres inactius».

### Ingressos
El 2009 a Sainte-Anastasie hi havia 66 unitats fiscals que integraven 142,5 persones, la mediana anual d'ingressos fiscals per persona era de 12.226 €.

### Activitats econòmiques
Dels 4 establiments que hi havia el 2007, 1 era d'una empresa de fabricació d'altres productes industrials, 2 d'empreses d'hostatgeria i restauració i 1 d'una entitat de l'administració pública. L'any 2000 a Sainte-Anastasie hi havia 17 explotacions agrícoles que ocupaven un total de 1.343 hectàrees.

## Poblacions més properes
El següent diagrama mostra les poblacions més properes.